# Sinaiya

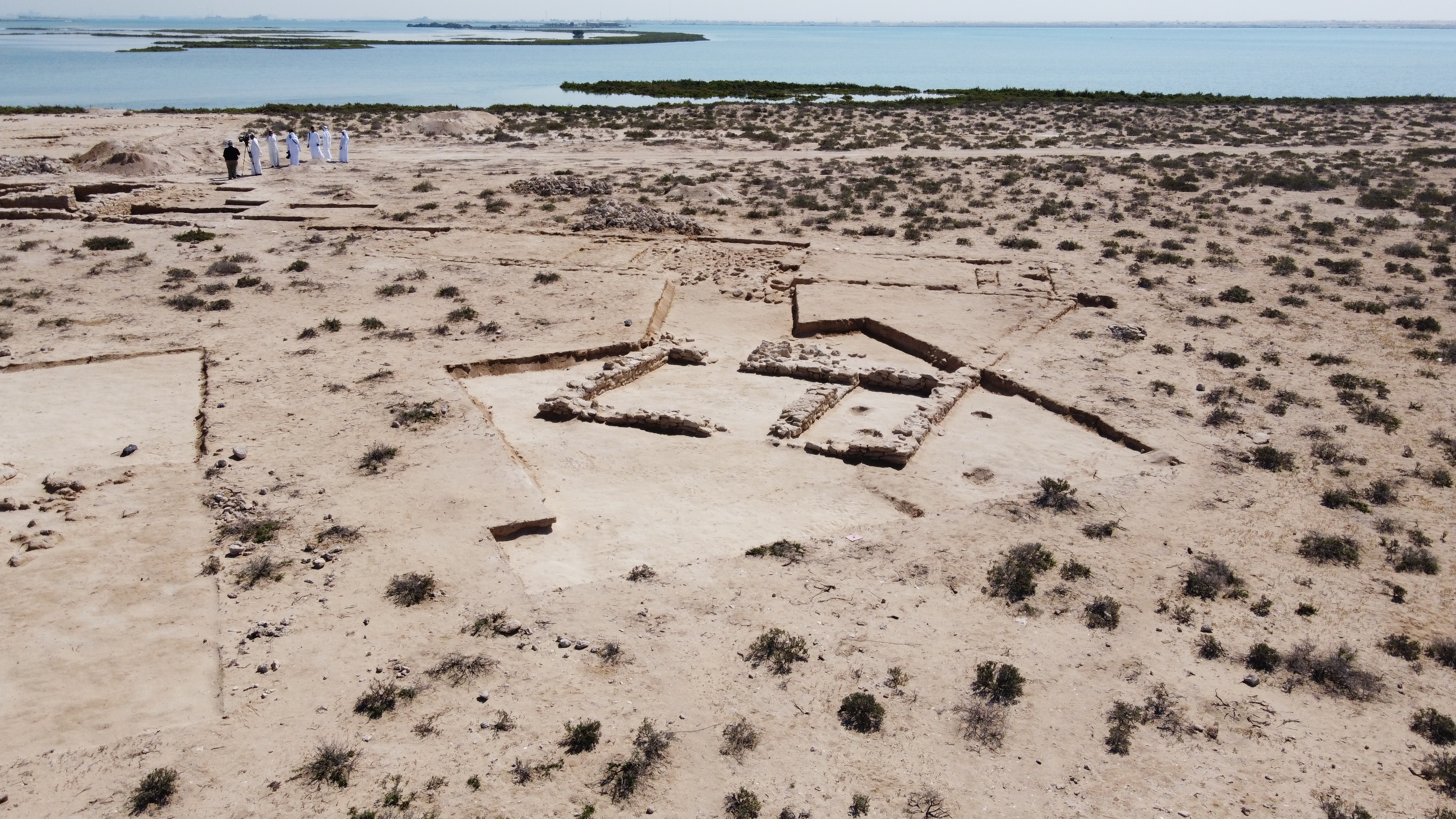
Restes arqueològiques a l'illa.

L'illa de Sinaia o Sinaiya és una illa de l'emirat d'Umm al-Qaiwan (Emirats Àrabs Units) propera a la costa, i que tanca el khor d'Umm al-Qaiwan. La ciutat queda enfront de la part oriental de la ciutat, i la costa sud s'orienta cap a la costa de l'emirat.
Té una superfície d'uns 22 km² i mesura 12 km de llarg i 3 km d'ample a la part occidental mentre que a l'oriental és només una llengua de terra d'uns 100 metres d'ample. És una illa arenosa amb circulació d'aigua interior on creixen els manglars. A la part sud-oriental hi ha un khor interior, part del khor al-Beidah que parteix l'illa en dos i de gran importància per a la vida marina.
A l'illa hi ha establerta la principal colònia de cormorans de Socotora dels Emirats (Phalacrocorax nigrogularis) amb unes 15.000 parelles, que es creu que és la tercera del món (al món hi ha 14 colònies més d'aquesta espècie, la major part als Emirats). S'hi va introduir la gasela àrab o de muntanya (Gazella gazella) i sembla que ha prosperat. La vida marina no ha estat estudiada però és abundant i diversa; s'hi detecta la presència de taurons i tortugues verdes.
S'han trobat restes d'ocupació del període islàmic tardà, probablement de pescadors temporals, i algunes monedes del primer mil·lenni.